# 天下人
天下人（てんかびと / てんかにん）とは、天下の政権を掌握した人のことをいう。主に戦国時代から江戸時代初期にかけ、天下の政権を掌握した武将を指す。

## 概要
もともと「天下」とは、世界の全体を指す抽象概念であり、古代中国の思想概念だったものが、日本でも古代から用いられ、「天が下（あめがした）」とも訓じられる。古い例では稲荷山古墳出土鉄剣や、天平年間に成立した『元興寺伽藍縁起并流記資財帳』に引かれる蘇我馬子が草創した法興寺の塔の露盤銘でも使用されている。天皇という名称の前身にあたるものとして治天下大王（あめのしたしろしめすおおきみ）が存在し、「御宇天皇」（あめのしたしろしめすすめらみこと）という用法のもととなった。院政期より天皇家の家長を指す「治天」もまた「治天下」からきている。黒田俊雄は治天の権限は天皇に由来する王権とは異なり、権門勢家によって掌握されうるものであるとした。鎌倉幕府は治天によって行われていた政務に介入するようになり、承久の乱後には治天の任免を行う権力を掌握した。南北朝の統一を実現した足利義満以降の室町時代には室町殿が天下の政務を握るものと認識されており、これは「天下政道」・「天下成敗」・「天下政務」と表現された。
戦国時代・安土桃山時代には「天下」は日本全国を指すことはほとんどなくなり、京都および畿内を指す言葉として認識されるようになっていた。元亀4年（1573年）、織田信長は将軍足利義昭を京都から追放した。信長はこの際に毛利輝元宛に送った書状で義昭が「天下棄て置かる」と表現し、信長が上洛して取り鎮めると述べている。
天下人と呼ばれるのは主に織田信長・豊臣秀吉・徳川家康の3人であり、中世史研究家の一部では三好長慶をこれに加えることもある。豊臣秀次や豊臣秀頼、徳川秀忠以降の江戸幕府将軍がこう呼ばれることはまずない。
「天下人」という言葉がいつ頃出来上がって、誰が使い始めたかは定かではない。慶長4年（1599年）には多聞院英俊が徳川家康を指して「天下殿」と表現しており、江戸時代初期の元和7年（1621年）より書かれた『川角太閤記』が初めてといわれており、この頃にはすでに普及・定着しつつあったことがわかる。

## 天下人の定義

### 天下人と見られるための条件

#### 天下を掌握する
天下人が天下を取った人である以上、当然の条件としていえるが、天下人が取った天下の内容が時代によって一様ではなかった。
例えば、源頼朝は自らの事業を「天下の草創」と称したが、後の豊臣秀吉や徳川家康が日本六十余州を支配したことに比べ、頼朝が直接支配した地域は比較にならないほど小規模である。しかし、頼朝が天下人と呼ばれるのは、御家人制と呼ばれる個々の武士たちとの主従的結合（御恩と奉公）を通じて、全国に影響力を及ぼすことができたためである。足利尊氏についても同様のことがいえる。
室町時代後期、「天下」は元々の意味以外に、「京都を中心とした周辺地域」という意味でも使われていた。天下人たる室町将軍は天皇王権を擁し京都を中核とする周辺地域を支配し、地方の諸大名も従属・統制下において地域紛争を調停する役割を果たしており、戦国時代に尾張国の織田信長は将軍足利義昭を擁して間接的にこの役割を担い（天下布武）、元亀4年（1573年）には将軍義昭を追放し、自身が天下人としての立場を継承し地方大名を従属・統制下におき、本能寺の変で急死するまでに畿内を含む二十数か国の支配を完成させ、数多の勢力を従属させるなど全国に威令を及ぼしている。
信長の死後に天下人としての地位を継承した豊臣秀吉は天下統一を成熟させ、より統括的な支配構造を作り上げた。秀吉の死後も徳川家康が打ち立てた江戸幕府にまで継承されていたものと考えられている。

#### 武士として政権を立てる
天下人と呼ばれたのは、いずれも武士である。つまり、武力を背景として武家政権を興したものが天下人とされてきた。

#### 朝廷の臣下として振る舞う
天下人は例外なく朝廷の臣下という形を取り政治の実権を握った。彼らは皇室（天皇または上皇）を頭の上に戴いて事業を進めていたといえる。武家政権が出現した頃には、皇室は次第に権力を失いつつあり、権威だけを保有する方向に向かっていた。それでも、皇室は六十余州（日本全土）の主であった。
朝廷の臣下としての天下人は、征夷大将軍のような武官コースを取る場合と、関白や太政大臣といった文官コースを取る場合とがあったが、天下人自体にそれらはあまり関係のないことであり、一定のポストに就かなければ天下人と見られないわけではない。
源頼朝、足利尊氏、徳川家康は征夷大将軍になっているが、豊臣秀吉は関白となる道を選んだ。織田信長の場合、天正3年（1575年）、右近衛大将となり、内大臣、右大臣へと進んだが、その後は無官となっている。朝廷から関白・太政大臣・征夷大将軍のいずれかへの推挙をしたいという要望があったくらいである（三職推任問題）。

#### 政権が「全国性」を持っている
天下統一とは、上述の通り、日本全国を統一して一元的に支配することである。秀吉と家康の政権は、名実ともに全国政権であった。頼朝の場合、領国的な支配は東国中心であったが、御家人制によって全国的に人を支配していた。尊氏になると、南北朝の時代になっており、お互いを正当な政権であると主張していたが、北朝を擁した足利家の武家政権は、終始、公家である南朝政権より強力であり、日本の中心部である京都をほぼ支配していた。信長の政権も、畿内を含む京都とそこにいる朝廷を押さえていた。その意味においては、全国性を持っていたことになる。

### 天下人になるための条件

#### 天下取りの意欲がある
天下人になるためには、まず天下人になろうという意欲があることである。しかし、その意欲がどのくらい強固なものであったかは、別問題である。頼朝にしろ、尊氏にしろ、中央政権（公家政権）とは違う新しい政権を樹立しようという意欲は、その時々の事態が進行してからである。
また、天下取りという意欲を持てば誰でも天下を望める風潮が出てきたのは、戦国時代になってからのことで、それを目指す者の中で何人かの者だけが、ある段階で天下取りへの意欲を持つようになり、そのうちのまた何人かが成功したというのが実情であろう。

#### 一定の軍事力・経済力を備えている
天下人の政権は、それを樹立するに当たって妨害を排除し、ライバルを圧倒するだけの軍事力がなければ成り立たない。政権樹立後も、抵抗しようとする者たちを押さえて、これを維持していくための武力が必要である。しかし、その軍事力は、必ずしも自前のものとは限らないし、そうである必要もない。軍事力は数あるいは質の問題なのである。
経済力も天下取りの重要要素である。日本では、経済力は農業生産力、ことに米の生産力が主流である。米は貨幣と同様に通用する便利な商品であった。とはいえ、諸大名も将軍も米ばかりを当てにして動いていたわけではない。平清盛は日宋貿易に力を入れていたし、足利義満も日明貿易に熱心だった。信長が楽市・楽座のような商工業を重視していたことは有名である。秀吉は金山銀山を直轄化しており、豊臣氏が富強であったのはそうした背景があったからだとも言われている。

#### 必要な家格・地位などを持っている
天下人の政権は軍事政権であるといっても、ひたすら武力で支配していたわけではない。支配される側に、支配されることへの同意や関心を呼び起こすようなことも考えなければならない。政治権力というのは、単なる実体として存在するわけではなく、それに従う者、統治される者との関係において成立するものである。
ここでいう家格や官位といったものが、支配される者を納得させ、支配される者が自ら納得するための重要な要素の一つであったといえる。支配する側としては、そうしたものを備えることによって、支配することの正当性を獲得するような形になるのである。
頼朝の場合、清和源氏の嫡流であり、源義家の玄孫であるという家格があり、尊氏もまったく同じであった。しかし、応仁の乱（1467年 - 1477年）以降、戦国時代に入ると、下剋上の風潮が高まり、家格破壊が実現した。百姓出身であり、家格以前の秀吉はもちろんのこと、信長や家康にしてもその家格は決して高いものではなかった。家格破壊の結果、実力さえあれば氏素性の怪しさなどは、黙認された時代になっていた。しかし、徳川家康は1566年に朝廷に対して三河守に就任するために本姓を藤原氏としているが、後に自身を新田氏の庶流に位置付けて本姓を源氏とし1603年には征夷大将軍と同時に源氏長者にも就任している。このように徳川家康や豊臣秀吉などの低い身分で天下人となった者たちは権威付けを目的とした家系図の改竄を行なった。